# Frietoso
Frietoso o Fructuoso fue un monje miniaturista y calígrafo español que vivió en el siglo XI.
De él se conoce el Breviario de Fernando I o Diurnal de Fernando I, encargado por la reina Sancha para su esposo Fernando I y que se finalizó en el año 1055. Este libro fue escrito por el escriba Pedro, en letra carolingia y pintado por Fructuoso, según dice una inscripción en la misma obra, puesta entre adornos de tipo morisco. Aparecen rasgos de arabismo en las estilizaciones decorativas de animales y plantas, pero el carácter dominante es ya con influencias del arte románico, tanto en la variedad de sus iluminaciones como en la belleza de su escritura. La ilustración se reduce a iniciales o figuras intercaladas dentro del texto; en una lámina se puede observar la figura del autor entregando el manuscrito a los reyes, en otra hay un laberinto con los nombres de Fernando y Sancha. Sin duda una de las más bellas páginas es la del Alfa, que preside como era habitual en los libros sagrados, el comienzo del Diurnal. Bajo la letra aparece una figura señalando con su mano derecha un libro, posiblemente se refiere al salmista.